# Pierwsza Dyrektywa
Pierwsza Dyrektywa – prawo istniejące w fikcyjnym świecie Star Trek obowiązujące Gwiezdną Flotę Zjednoczonej Federacji Planet. Zabrania interwencji i ujawniania się członków Floty cywilizacjom, które nie wynalazły napędu nadświetlnego (WARP). Wynika z podstaw etycznych. Federacja nie chce wpływać na techniczny i kulturowy rozwój innych cywilizacji. Członkowie Floty mogą przeprowadzać misje wśród przedstawicieli mniej rozwiniętych technicznie cywilizacji, ale muszą wtedy udawać tubylców i nie korzystać z zaawansowanej techniki.
Pierwsza Dyrektywa to popkulturowe, najbardziej znane wcielenie hipotezy zoo.
Zdefiniowana jest:
Jako że każda istota rozumna ma prawo do życia zgodnie ze swoją naturalną ewolucją kulturową, personel Gwiezdnej Floty nie może zakłócać normalnego rozwoju życia i kultury innego gatunku. Za zakłócenia uznaje się demonstrację wiedzy, siły lub technologii rasie, która nie jest w stanie rozumieć i posługiwać się poprawnie tą wiedzą. Oficer Gwiezdnej Floty nie może naruszyć Pierwszej Dyrektywy, nawet jeśli oznacza to zagrożenie dla jego życia lub statku, chyba że działa w celu naprawy wcześniejszego naruszenia lub przypadkowego skażenia obcej kultury.